# Taiwan (provins)

Taiwan är en av Republiken Kinas två provinser som man för närvarande har jurisdiktion över. Den andra är Fujian. Administrativ huvudort är Jhongsing.
Provinsen utgör huvuddelen av det område Republiken Kina kontrollerar. Förutom huvudön hör också andra ögrupper såsom Pescadorerna, Gröna ön och Orchidöarna dit. Därefter är provinsen indelad i sexton län (縣, xiàn) och fem städer (市, shì) på provinsnivå. Nuvarande provinsordförande är Chang Jin-Fu (張進福).
Länen är:
- Changhua
- Hsinchu
- Hualien
- Jiayi
- Miaoli
- Nantou
- Penghu
- Pingtung
- Taitung
- Yilan

Provinsstäderna är:
- Jiayi
- Hsinchu
- Keelung